# Kiriakos Sawidis
Kiriakos Sawidis (gr. Κυριάκος Σαββίδης, ur. 20 czerwca 1995 w Salonikach) – grecki piłkarz występujący na pozycji pomocnika w słowackim klubie Spartak Trnawa.